# 心理惯性
心理惯性（英文：Psychological inertia）是指一個人倾向於维持现状或選擇默認選項，除非出現动机，下定決心採取强制干预的措施。
心理惯性与现状偏差相似，但是有一个重要的区别在于心理惯性是不採取任何行动，而现状偏差则是擔心行動會造成損失因而選擇不採取行動。
研究人員对心理惯性的研究有限，尤其是对其產生原因的研究。但人们看到心理惯性會影响决策，因为即使存在更有利的选项可供個人选择，個人受心理惯性驅使，依舊會自动选择或倾向于默认选项，除非他们產生动机拒绝默認选项。例如，有跡象表明投資者不应该繼續投資，但在受心理惯性作用下，投資者選擇继续投资，最終投資者損失慘重。若他们提前撤资，損失會減少許多。